# 英文台灣日報
《英文台灣日報》，亦稱為《台灣英文新聞》（英語：Taiwan News），前身為《英文中國日報》（China News），創立於1949年6月6日，以油印出刊新聞稿，也是當時唯一的英文日報。到了1960年才改採鉛印，對開大型報紙一大張。

## 歷史
《英文中國日報》的創辦人是魏景蒙，任職到1965年。翌年魏景蒙出任第6任行政院新聞局局長。
1999年，《英文中國日報》轉由義美食品董事長高騰蛟接手經營，也正式易名為《英文台灣日報》。
《英文台灣日報》曾為日報、每日發行4大張，每版全彩印製。2015年3月1日起（一說2010年9月30日），Taiwan News英文版正式告別紙本，全心投入網路《台灣英文新聞》中英文雙語內容的經營，（Taiwan News Online）。曾發行《Taiwan News財經文化周刊》，已停刊，楊憲宏曾任社長。
因刊名《英文台灣日報》的優勢，台灣英文新聞目前已經是全球最大臺灣英文新聞入口網站，點閱率每月超過1000萬。其中約有8成來自海外，平均每天有176個國家的讀者點閱，這也顯示海外網友尋找臺灣相關新聞，台灣英文新聞已成為搜尋度最高的網站之一。
新聞內容除了政治、財經商業、社會、文化、環保生態等本土新聞，也與母企業義美食品攜手合作，精準地深度報導食安資訊，讓國內外人士能第一手認識台灣食安與飲食文化。
《英文台灣日報》同時與互聯網安全系統（香港）有限公司、香港慧科訊業等機構合作，透由新聞授權的方式，將《英文台灣日報》的新聞授權給這些具付費機制的會員資料庫網站，主動搜尋臺灣相關重要新聞。台灣英文新聞現在也不斷與全球知名媒體網站做合作連結。

## 口號
Voice of the people, bridge to the world。

## 外部連結
- Taiwan News